# Grüsch
Grüsch é uma comuna da Suíça, no Cantão Grisões, com cerca de 1.240 habitantes. Estende-se por uma área de 10,01 km², de densidade populacional de 124 hab/km². Confina com as seguintes comunas: Fanas, Furna, Schiers, Seewis im Prättigau, Valzeina.
A língua oficial nesta comuna é o Alemão.